# Halványlila pereszke
A halványlila pereszke (Lepista glaucocana) ehető gombafaj. A kalapja fiatalon világos szürkésibolyás, később erősen kifakulhat, viszonylag húsos, felülete sima, csupasz; széle sokáig aláhajló. Lemezei fehéresek, halvány ibolyásak, a tönkhöz kis foggal nőnek. A tönkje piszkosfehéres, halvány szürkéslila, felülete szálas-deres; aromás, gyengén lisztszagú.
Egyes szerzők a halványlila pereszkét a lila pereszke halványabb változatának tartják. Jellegzetes, állandó tulajdonságai alapján azonban önálló fajnak tekinthetjük.